# Morti nel 1801
| Questa pagina contiene informazioni ricavate automaticamente dalle voci biografiche con l'ausilio del template Bio e di un bot. L'aggiornamento è periodico e automatico e ricostruisce completamente la pagina. Se manca una persona in questa lista, sei pregato di non aggiungerla, ma accertati piuttosto che la sua voce biografica contenga il template Bio e che i dati anagrafici siano correttamente compilati. Se il template Bio manca, inseriscilo tu stesso o, in alternativa, metti l'avviso {{tmp\|Bio}} che ne segnala la mancanza. Se i dati riportati sono sbagliati, correggi direttamente la voce biografica; le modifiche saranno visibili in questa lista entro pochi giorni. Per chiarimenti vedi il progetto biografie. La lista contiene solo le 156 persone che sono citate nell'enciclopedia e per le quali è stato implementato correttamente il template Bio. Pagina aggiornata al 26 lug 2025. |

## Gennaio(10)
- 2 gennaio - Johann Kaspar Lavater, scrittore, filosofo e teologo svizzero (n. 1741)
- 4 gennaio - Luisa Carlotta di Meclemburgo-Schwerin, duchessa (n. 1779)
- 11 gennaio - Charles Eugène Gabriel de la Croix, generale francese (n. 1727)
- 11 gennaio - Domenico Cimarosa, compositore italiano (n. 1749)
- 17 gennaio - Raffaele Agostino De Ferrari, doge (n. 1732)
- 21 gennaio - Mariano Morini, religioso e fisico italiano (n. 1732)
- 27 gennaio - Emilio Carlo Altieri, IV principe di Oriolo, principe italiano (n. 1723)
- 30 gennaio - Joseph Antoine Aréna, politico francese (n. 1771)
- 30 gennaio - Giuseppe Ceracchi, scultore italiano (n. 1751)
- 30 gennaio - François Topino-Lebrun, pittore e rivoluzionario francese (n. 1764)

## Febbraio(15)
- 7 febbraio - Daniel Chodowiecki, pittore e incisore tedesco (n. 1726)
- 7 febbraio - Serafino Vitale, vescovo cattolico italiano (n. 1738)
- 12 febbraio - Jean d'Arcet, chimico francese (n. 1724)
- 16 febbraio - Filippina Carlotta di Prussia, principessa tedesca (n. 1716)
- 16 febbraio - Konrad Valentin von Kaim, generale austriaco (n. 1731)
- 17 febbraio - Maria Antonia Dorotea Gonzaga, nobildonna spagnola (n. 1735)
- 18 febbraio - Giuseppe Maria Scarampi, vescovo cattolico italiano (n. 1720)
- 19 febbraio - Bernardo Maria Aliprandi, compositore e violoncellista italiano (n. 1747)
- 20 febbraio - Francesco Camillo VII Massimo, nobile e diplomatico italiano (n. 1730)
- 22 febbraio - Alphonse du Congé Dubreuil, poeta, drammaturgo e librettista francese (n. 1734)
- 24 febbraio - Joseph-François Marie, matematico e abate francese (n. 1738)
- 24 febbraio - František Martin Pelcl, filologo ceco (n. 1734)
- 25 febbraio - Benedetto Stay, presbitero, latinista e poeta italiano (n. 1714)
- 26 febbraio - Angelo Maria Cortenovis, presbitero e archeologo italiano (n. 1727)
- 27 febbraio - James Madison Senior, militare statunitense (n. 1723)

## Marzo(17)
- 2 marzo - Charles-Albert Demoustier, scrittore francese (n. 1760)
- 9 marzo - Carlo Felice Gambino, giurista, poeta e letterato italiano (n. 1724)
- 9 marzo - Johann Christian Gottlieb Ackermann, educatore, chimico e medico tedesco (n. 1756)
- 14 marzo - Ignacy Krasicki, arcivescovo cattolico polacco (n. 1735)
- 14 marzo - Margarita Schuyler, statunitense (n. 1758)
- 16 marzo - Aleksandra Pavlovna Romanova, nobile russa (n. 1783)
- 18 marzo - Ferdinando Corradini, giurista e economista italiano (n. 1731)
- 19 marzo - Ambrosio O'Higgins, politico spagnolo (n. 1720)
- 21 marzo - Noël Le Mire, disegnatore e incisore francese (n. 1724)
- 21 marzo - Andrea Lucchesi, compositore e organista italiano (n. 1741)
- 21 marzo - Philip Nolan, pirata e mercante statunitense (n. 1771)
- 23 marzo - Paolo I di Russia, sovrano (n. 1754)
- 24 marzo - Diego Giuseppe da Cadice, presbitero spagnolo (n. 1743)
- 25 marzo - Novalis, poeta, teologo e filosofo tedesco (n. 1772)
- 27 marzo - Paolina Secco Suardo, poetessa italiana (n. 1746)
- 28 marzo - Ralph Abercromby, generale inglese (n. 1734)
- 30 marzo - Victor Amédée de La Fage, politico francese (n. 1738)

## Aprile(7)
- 2 aprile - Albert de Thurah, militare e marinaio danese (n. 1761)
- 11 aprile - Pierre François Cornic-Dumoulin, ammiraglio francese (n. 1731)
- 11 aprile - Giovanni Antonio Ranza, presbitero e patriota italiano (n. 1741)
- 11 aprile - Antoine Rivaroli, scrittore, giornalista e aforista francese (n. 1753)
- 20 aprile - Pierre Robinault de Saint-Régeant, militare francese (n. 1766)
- 21 aprile - François Thomas Galbaud-Dufort, generale francese (n. 1743)
- 22 aprile - Murad Bey, egiziano (n. 1750)

## Maggio(11)
- 1º maggio - Spirito Benedetto Nicolis di Robilant, ingegnere e mineralogista italiano (n. 1724)
- 11 maggio - Ann Willing, politica statunitense (n. 1764)
- 11 maggio - Pepe-Hillo, torero spagnolo (n. 1754)
- 12 maggio - Nikolaj Vasil'evič Repnin, politico e generale russo (n. 1734)
- 13 maggio - Maria Felicita di Savoia, principessa (n. 1730)
- 15 maggio - Ludovico Barbiano di Belgiojoso, militare e diplomatico italiano (n. 1728)
- 17 maggio - William Heberden, medico e patologo inglese (n. 1710)
- 23 maggio - Tarsizio Riviera Folesani, anatomista e chirurgo italiano (n. 1759)
- 25 maggio - Charles Stuart, generale scozzese (n. 1753)
- 30 maggio - John Millar, economista, filosofo e storico scozzese (n. 1735)
- 31 maggio - Gian Antonio Turinetti di Priero, nobile italiano (n. 1762)

## Giugno(10)
- 1º giugno - Giovanni Pietro Maria Dana, medico e botanico italiano (n. 1736)
- 4 giugno - Frederick Muhlenberg, politico statunitense (n. 1750)
- 4 giugno - Joseph Patrat, attore teatrale e drammaturgo francese (n. 1733)
- 10 giugno - Maria Teresa Cucchiari, educatrice italiana (n. 1734)
- 10 giugno - Annibale Mariotti, medico e poeta italiano (n. 1738)
- 14 giugno - Benedict Arnold, generale statunitense (n. 1741)
- 15 giugno - Johann Sigismund Friedrich von Khevenhüller-Metsch, nobile e diplomatico austriaco (n. 1732)
- 19 giugno - Jean Samuel Guisan, ingegnere svizzero (n. 1740)
- 28 giugno - Martin Johann Schmidt, pittore austriaco (n. 1718)
- 30 giugno - Caterina Cavalieri, soprano austriaco (n. 1755)

## Luglio(9)
- 13 luglio - Manuel Antonio de Emparán y Orbe, militare spagnolo (n. 1754)
- 13 luglio - José de Ezquerra y Guirior, militare spagnolo (n. 1756)
- 13 luglio - Martín Álvarez Galán, militare spagnolo (n. 1766)
- 14 luglio - John Blankett, ammiraglio britannico
- 15 luglio - William Legge, II conte di Dartmouth, nobile e politico inglese (n. 1731)
- 26 luglio - Georg Heinrich Borowski, zoologo tedesco (n. 1746)
- 26 luglio - Daniel Dal Barba, compositore, violinista e cantante lirico italiano (n. 1715)
- 27 luglio - Massimiliano d'Asburgo-Lorena, nobile (n. 1756)
- 30 luglio - James Gunn, politico e generale statunitense (n. 1753)

## Agosto(7)
- 8 agosto - Michael Stapleton, architetto irlandese (n. 1747)
- 9 agosto - Fedele Tirrito, religioso, letterato e pittore italiano (n. 1717)
- 11 agosto - Félix María Samaniego, poeta spagnolo (n. 1745)
- 12 agosto - Francesco Saverio Giaj, compositore italiano (n. 1729)
- 13 agosto - George Gordon, III conte di Aberdeen, nobile scozzese (n. 1722)
- 16 agosto - Ralph Earl, pittore statunitense (n. 1751)
- 31 agosto - Nicola Sala, compositore italiano (n. 1713)

## Settembre(10)
- 3 settembre - Riccardo Capece Minutolo, vescovo cattolico italiano (n. 1746)
- 7 settembre - Giovanni Andrea Lazzarini, pittore e poeta italiano (n. 1710)
- 7 settembre - Antoine de Sartine, politico francese (n. 1729)
- 16 settembre - Pavel Dmitrievič Mansurov, generale e principe russo (n. 1726)
- 19 settembre - Johann Gottfried Koehler, astronomo tedesco (n. 1745)
- 21 settembre - Giovanni Battista Alagona, vescovo cattolico italiano (n. 1726)
- 21 settembre - David Charpentier de Cossigny, militare e politico francese (n. 1740)
- 22 settembre - Leonardo de Vegni, architetto italiano (n. 1731)
- 24 settembre - Jacopo Riguccio Galluzzi, storico italiano (n. 1739)
- 25 settembre - Vincenzo Durante, militare e scrittore italiano

## Ottobre(4)
- 3 ottobre - Philippe Henri de Ségur, generale francese (n. 1724)
- 11 ottobre - André Michaux, botanico e esploratore francese (n. 1746)
- 16 ottobre - Karl Ernst von Biron, nobile (n. 1728)
- 23 ottobre - Johann Gottlieb Naumann, compositore tedesco (n. 1741)

## Novembre(11)
- 5 novembre - Johann Christoph Andreas Mayer, anatomista tedesco (n. 1747)
- 5 novembre - Motoori Norinaga, scrittore giapponese (n. 1730)
- 6 novembre - John Barber, ingegnere inglese (n. 1734)
- 9 novembre - Carl Stamitz, violinista, violista e compositore tedesco (n. 1745)
- 11 novembre - Giovanni Bernardo Zucchinetti, compositore e organista italiano (n. 1730)
- 15 novembre - Sigmund Freudenberger, pittore svizzero (n. 1745)
- 15 novembre - Maria Clementina d'Asburgo-Lorena, nobile (n. 1777)
- 24 novembre - Franz Moritz von Lacy, generale austriaco (n. 1725)
- 27 novembre - Pierre-Paul Lemercier de La Rivière de Saint-Médard, economista francese (n. 1719)
- 27 novembre - Dar'ja Nikolaevna Saltykova, serial killer russa (n. 1730)
- 28 novembre - Déodat de Dolomieu, geologo francese (n. 1750)

## Dicembre(18)
- 8 dicembre - Giovanni Foscolo, militare italiano (n. 1781)
- 8 dicembre - Maria Giuseppina di Borbone-Spagna, principessa spagnola (n. 1744)
- 10 dicembre - Louis-Philippe Mouchy, scultore francese (n. 1734)
- 13 dicembre - Muzio Gallo, cardinale e vescovo cattolico italiano (n. 1721)
- 15 dicembre - Francesco Alberti di Villanova, linguista italiano (n. 1737)
- 16 dicembre - Carlo Luigi di Baden, principe (n. 1755)
- 18 dicembre - Lorenzo Barotti, gesuita, scrittore e poeta italiano (n. 1724)
- 19 dicembre - Carlo Monza, compositore e organista italiano (n. 1735)
- 19 dicembre - Francesco Saverio de Zelada, cardinale e arcivescovo cattolico italiano (n. 1717)
- 20 dicembre - Johann Friedrich Ferdinand Fleck, attore teatrale tedesco (n. 1757)
- 21 dicembre - Giacomo Maria Brignole, doge (n. 1724)
- 21 dicembre - József Gvadányi, poeta ungherese (n. 1725)
- 22 dicembre - Andrea Comparetti, medico e scienziato italiano (n. 1745)
- 22 dicembre - Jovan Rajić, storico, teologo e docente serbo (n. 1726)
- 28 dicembre - Giovanni Rinuccini, cardinale italiano (n. 1743)
- 30 dicembre - Friedrich August Joseph von Nauendorf, generale tedesco (n. 1749)
- 30 dicembre - Filippo Maria Visconti, arcivescovo cattolico italiano (n. 1721)
- 31 dicembre - Giuseppe Maria Capece Zurlo, cardinale e arcivescovo cattolico italiano (n. 1711)

## Senza giorno specificato(27)
- Johann Ernst Altenburg, compositore, organista e trombettista tedesco (n. 1734)
- Francis Barber, giamaicano
- Honoré Blanc, artigiano francese (n. 1736)
- Pietro Caronelli, giurista e agronomo italiano (n. 1736)
- Giovanni Battista Cervellini, compositore e organista italiano (n. 1735)
- Pierre-François Cozette, pittore e disegnatore francese (n. 1714)
- Giuseppe Frari, medico e epidemiologo italiano (n. 1738)
- Louis Gauffier, pittore francese (n. 1762)
- Carlo Alfonso Guadagni, fisico italiano (n. 1722)
- William Hamilton, pittore inglese (n. 1751)
- Barbara Jeong Sun-mae, beata coreana (n. 1777)
- Kawamata Tsunemasa, pittore giapponese (n. 1730)
- Girolamo Manfrin, imprenditore italiano (n. 1742)
- Giuseppe Marchetti, pittore italiano (n. 1721)
- Gaetano Ottani, cantante, pittore e scenografo italiano
- Filippo Pennino, scultore italiano (n. 1755)
- Michelangelo Pergolesi, artista italiano (n. 1760)
- Ennemond Alexandre Petitot, architetto francese (n. 1727)
- Luis Antonio Pignatelli de Aragón y Gonzaga, nobile e militare spagnolo (n. 1749)
- Domenico Piò, scultore italiano (n. 1715)
- Antoni Protazy Potocki, imprenditore, banchiere e nobile polacco (n. 1761)
- Filippo Antonio Revelli, matematico italiano (n. 1716)
- Giuseppe Rondinini, mecenate italiano (n. 1725)
- Giuseppe Salvetti, ingegnere e architetto italiano (n. 1734)
- Filippo Scandellari, scultore italiano (n. 1717)
- Gaspare Turbini, architetto e religioso italiano (n. 1728)
- Georg Friedrich Veldten, architetto tedesco (n. 1730)